# 悼公 (斉)
悼公（とうこう、? - 紀元前485年）は、春秋時代の斉の君主。姓は姜、諱は陽生。

## 生涯
斉の景公の子として生まれた。紀元前490年9月に景公が死去して、晏孺子荼が斉公として即位すると、陽生は翌月に魯に亡命した。紀元前489年10月、陽生（悼公）は田乞らに迎えられて斉公として即位した。悼公は魯の季孫肥（季康子）の妹である季姫を迎えようとしたが、季孫肥が渡そうとしなかった。このため悼公は紀元前487年の5月に鮑牧に命じて魯に侵攻させ、讙と闡を奪った。悼公は呉に魯への出兵を要請した。しかし魯とのあいだに和平が結ばれ、9月に魯の臧賓如がやってきて盟を交わし、斉からは閭丘明が魯に赴いて盟を交わした。魯は季姫を斉に送り、悼公は季姫を寵愛した。悼公は鮑牧を潞に移して殺させた。12月、悼公は讙と闡を魯に返還した。紀元前486年、悼公は呉に対して魯への出兵要請を撤回する使者を送った。このため呉とのあいだが険悪になった。紀元前485年、呉・魯・邾・郯の連合軍が斉の南郊を侵した。3月戊戌に悼公は斉の人に殺害された。